# Eudistoma microlarvum
Eudistoma microlarvum är en sjöpungsart som beskrevs av Kott 1990. Eudistoma microlarvum ingår i släktet Eudistoma och familjen Polycitoridae. Inga underarter finns listade i Catalogue of Life.